# كرستوفر لي
كرستوفر لي (بالإنجليزية: Christopher Lee)‏ هو ممثل إنكليزي، ولد في 27 مايو 1922 توفي في لندن في 7 يونيو عام 2015 بسبب مشاكل في القلب بعد أيام قليلة من احتفاله بيوم ميلاده الثالث والتسعين. ويعتبر من أهم الممثلين في تاريخ السينما وأكثرهم تمثيلا ومشاركة في الأفلام، حيث مثّل في حوالي 225 فيلما و 70 مسلسلا و 16 لعبة فيديو وذلك على الفترة الممتدة بين 1946 و2015.
من أهم الأدوار التي مثّلها وعُرف بها لي هي دراكولا في فيلم دراكولا، وكونت دوكو في سلسلة حرب النجوم، وعدو جيمس بوند في فيلم الرجل ذو المسدس الذهبي وأيضا سارومان في الثلاثيتين المشهورتين سيد الخواتم والهوبيت.

## مشاركته في القوات الخاصة
كان كريستوفر لي شابا عندما اندلعت الحرب العالمية الثانية، ومثل الكثيرين من جيله، ذهب ليحارب، ففي بدايات الحرب عاش لي لوقت في “فنلندا” وتطوع لكن لم يشترك في أي معركة خطرة، وبعد عودته لإنجلترا اندمج مع الجيش رسمياً، واشترك في مهمات سرية كان يقول عنها عند سؤاله “أستطيع إخبارك، ولكن في هذه الحالة سأضطر لقتلك”.
وعمل بعد ذلك في “SAS” وهي واحدة من أوائل وحدات القوات الخاصة في الحرب الحديثة، والمهام التي أداها خلال هذه الفترة لم يصرح بنشرها حتى الآن، ولكن من المؤكد أنه عاش أكثر مما شاهده العديد من المقاتلون الآخرين.

## مسيرته الفنية
بدأ لي مشواره السينمائي في عام 1947، إلا أنه لم يحصل على الشهرة قبل أواخر خمسينات القرن الماضي، مع دوره في فيلم «دراكولا»، وفي السبعينات واصل لي كسب مزيد من الشهرة في أفلام الرعب مع دوره في فيلم "The Wicker Man"، وهو الفيلم الذي اعتبره شخصيا أفضل أفلامه.
وعُرف لي بأدائه لأدوار الشر وبراعته فيها طوال مشواره الفني مما جعله يلقب بـ"نجم الرعب"، وكان دوره " سكارامانغا" العدو اللدود لجيمس بوند في فيلم “The Man With the Golden Gun" من أهم الأدوار التي عُرف بها منذ بداية شهرته في عام 1974.
ولتاريخه الطويل في تقديم شخصيات شديدة الشر مثل الكونت دراكيولا وراسبوتين وسارومان والكونت دوكو وحبه لموسيقي الهيفي ميتال، الكثير من الناس اقتنعوا أنه يؤمن بأمور ما وراء الطبيعية والسحر، وسرت شائعات حول امتلاكه أكبر مجموعة من الكتب شديدة السرية والغموض، والتي يتراوح عددها ما بين 2000 إلى 20000 كتاب، وعند سؤاله حول هذا الأمر في إحدى المقابلات، قال إن هذه الشائعات ليست صحيحة بالكامل. حيث اعترف باهتمامه بما وراء الطبيعة، وامتلاكه تقريباً خمسة كتب حول هذا الموضوع، ولكن بهدف الاطلاع وليس إنشاء مكتبة.

## بعض من أدواره المختارة
يوجد هنا فقط عدد قليل من أهم أفلام كرستوفر لي الذي لديه أكثر من 225 فيلم في مسيرته.

### أدوارالكونت دراكولا
- 1958: دراكولا للمخرج تيرنس فيشر.
- 1965: دراكولا: أمير الظلمات للمخرج تيرنس فيشر.
- 1968: دراكولا قد نهض من القبر للمخرج فريدي فرنسيس.
- 1969: طعم دم دراكولا للمخرج بيتر ساسدي.
- 1970: كونت دراكولا للمخرج خيسوس فرانكو.
- 1970: كواديكوك، مصاد دماء للمخرج بير بورتابيلا.